# Througham
Througham – osada w Anglii, w hrabstwie Gloucestershire, w dystrykcie Stroud, w civil parish Bisley-with-Lypiatt. Leży 8 km od miasta Stroud. Througham jest wspomniana w Domesday Book (1086) jako Troham.